# Algés
Algés [alˈʒɛʃ] ist eine portugiesische Kleinstadt und Gemeinde (Freguesia), die zum Kreis von Oeiras gehört. Das Stadtgebiet umfasst 2,0 km² und die Einwohnerzahl beträgt 22.492 Personen (Stand 30. Juni 2011), was einer Bevölkerungsdichte von 11.378 Einw./km² entspricht. 

## Geschichte
Algés wurde am 16. August 1991 zur Kleinstadt (Vila) erhoben und am 11. Juni 1993 aus der Gemeinde Carnaxide entlassen.

## Bauwerke
- Palácio Anjos
- Palácio Ribamar
- Cruzeiro de Algés
- Arquiparque

## Sport
Bedeutendster Verein am Ort ist der 1915 gegründete Sport Algés e Dafundo. Insbesondere seine Rolle in der Entwicklung des Schwimmsports, etwa durch Hermano Patrone, und des Judos in Portugal sind zu nennen, darunter die erste olympische Medaille eines portugiesischen Judokas (Nuno Delgado 2000).
Mit der Confederação do Desporto de Portugal ist der Sport-Dachverband des Landes hier ansässig. Auch der Golfverband Federação Portuguesa de Golfe hat hier seinen Sitz.

## Söhne und Töchter der Stadt
- Mário Eloy (1900–1951), Maler
- Rita Blanco (* 1963), Schauspielerin